# ニアムラギラ山
ニアムラギラ山（ニアムラギラさん、英: Mount Nyamuragira）は、アフリカ中部、コンゴ民主共和国東境部にある活火山。

## 概要
アフリカ大地溝帯底部に並ぶエドワード湖とキブ湖の間にあるヴィルンガ山地に含まれ、標高3,058m。南には同じく活火山で、山頂火口に溶岩湖をもつことで有名なニーラゴンゴ山が対峙している。山容は、裾野が大きい典型的な楯状火山で、南のニーラゴンゴ山とは対照的である。

## 火山活動
1885年に噴火が記録されて以来、2010年までに40回以上噴火している。現在も火山活動はかなり活発で、ほぼ毎年のように噴火している。2011年11月6日に起きた噴火では、溶岩が火口から最高で200m以上も噴き上げた
。